# Death Comes for the Archbishop

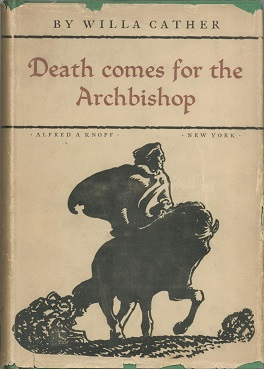
Boekcover

Death Comes for the Archbishop is een roman geschreven door de Amerikaanse auteur Willa Cather en is gepubliceerd in 1927. Het volgt het leven van de katholieke bisschop Jean Marie Latour en zijn vriend Joseph Vaillant, terwijl ze een diocees in het negentiende-eeuwse New Mexico vestigen en omgaan met historische gebeurtenissen, complexe relaties en spirituele ontwikkelingen.
De roman is gebaseerd op het leven van Jean-Baptiste Lamy, de eerste katholieke bisschop van de Santa Fe, en vertelt gedeeltelijk over de bouw van de Basiliek van St. Franciscus van Assisi in Santa Fe. Het verhaal wordt aangedreven door de gevolgen van de Mexicaans-Amerikaanse Oorlog, die leidt tot de verovering van het Zuidwesten door de Verenigde Staten.
Na de publicatie in 1927 kreeg de roman erkenning en werd het in 1931 opnieuw uitgegeven als onderdeel van de Modern Library-serie. Het boek werd vermeld in Life Magazine's lijst van de 100 opmerkelijke boeken van 1924–1944 en werd opgenomen in Time's lijst van de 100 beste Engelstalige romans van 1923 tot 2005. Het werd ook geëerd door de Western Writers of America als de 7e beste "Western Roman" van de twintigste eeuw.